# 鈴木家住宅 (愛西市)
鈴木家住宅（すずきけじゅうたく）は、愛知県愛西市須依町郷577にある邸宅。主屋、蔵、米蔵、門及び外塀が登録有形文化財。

## 歴史
鈴木家は尾張国海部郡佐屋村の地主であり、特に江戸時代末期ごろに財を成した。
1876年（明治9年）には鈴木仙太郎が家督を相続し、愛知県会議員（1883年-1884年、1903年-1907年、1914年-1919年）、衆議院議員（1894年-1897年、1908年-1912年）を歴任し、愛知県会では議長も務めた。1925年（大正14年）から1928年（昭和3年）までは佐屋村長を務めている。
1890年（明治23年）には鈴木仙太郎によって主屋が建てられた。翌年の1891年（明治24年）10月28日には濃尾地震が起こっているが、新築の主屋は全く損傷を受けなかったという。大正時代から昭和初期には、貴人を招待するための改修を行ったとされる。
2008年（平成20年）3月7日、主屋、蔵、米蔵、門及び外塀が登録有形文化財に登録された。

## 建築
- 主屋 - 木造2階建、桟瓦葺[4]。建築面積257㎡[4]。1890年（明治23年）竣工、大正後期改修、昭和前期増築・改修[4]。
- 蔵 - 土蔵造2階建、桟瓦葺[4]。建築面積52㎡[4]。1879年（明治12年）竣工[4]。
- 米蔵 - 土蔵造2階建、桟瓦葺[4]。建築面積42㎡[4]。明治中期竣工、昭和前期移築・増築[4]。
- 門及び外塀 - 門は石造門柱2基、間口3.2m、両脇門付[4]。外塀はコンクリート造、延長77m[4]。昭和前期竣工[4]。

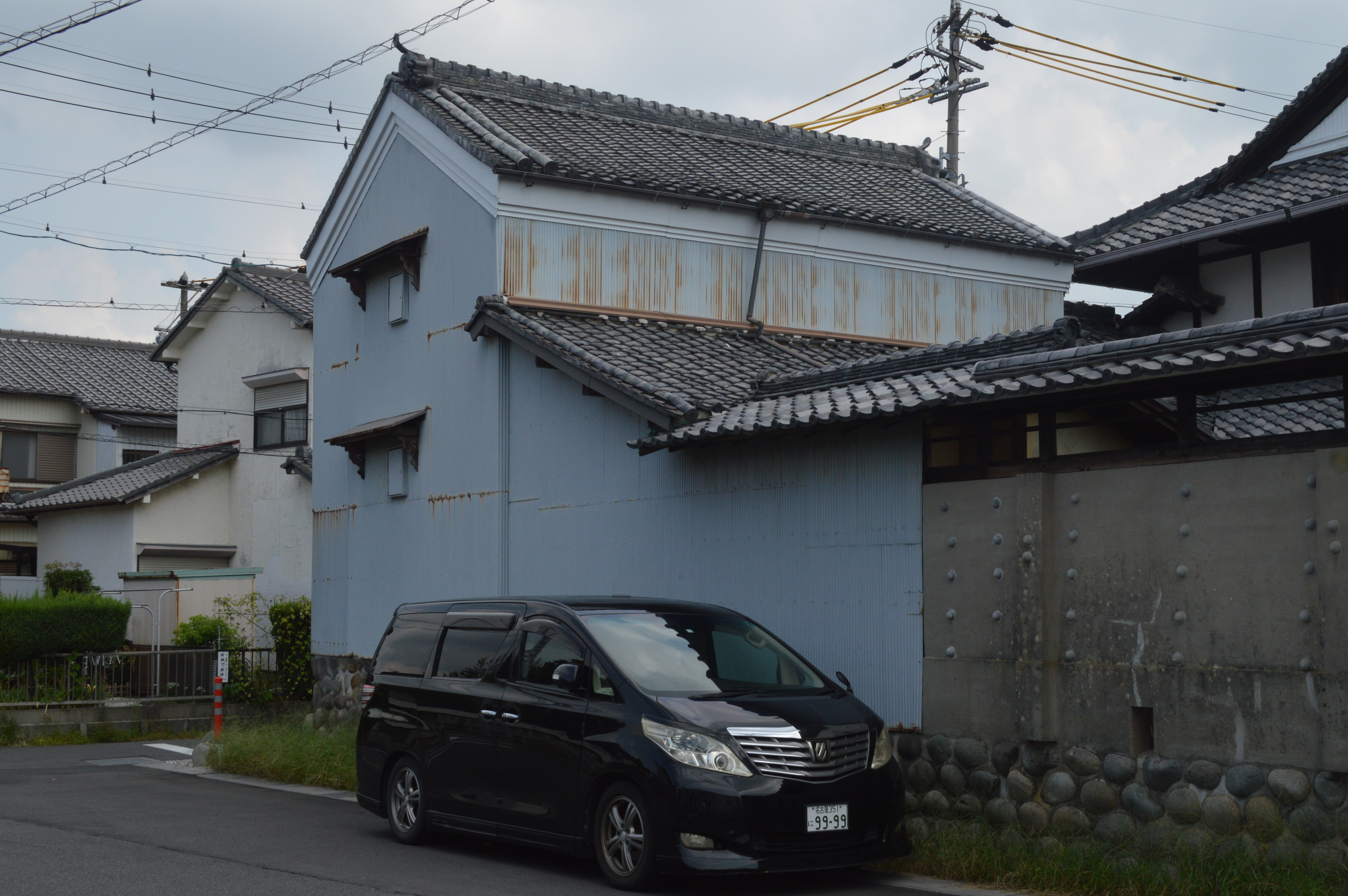
蔵
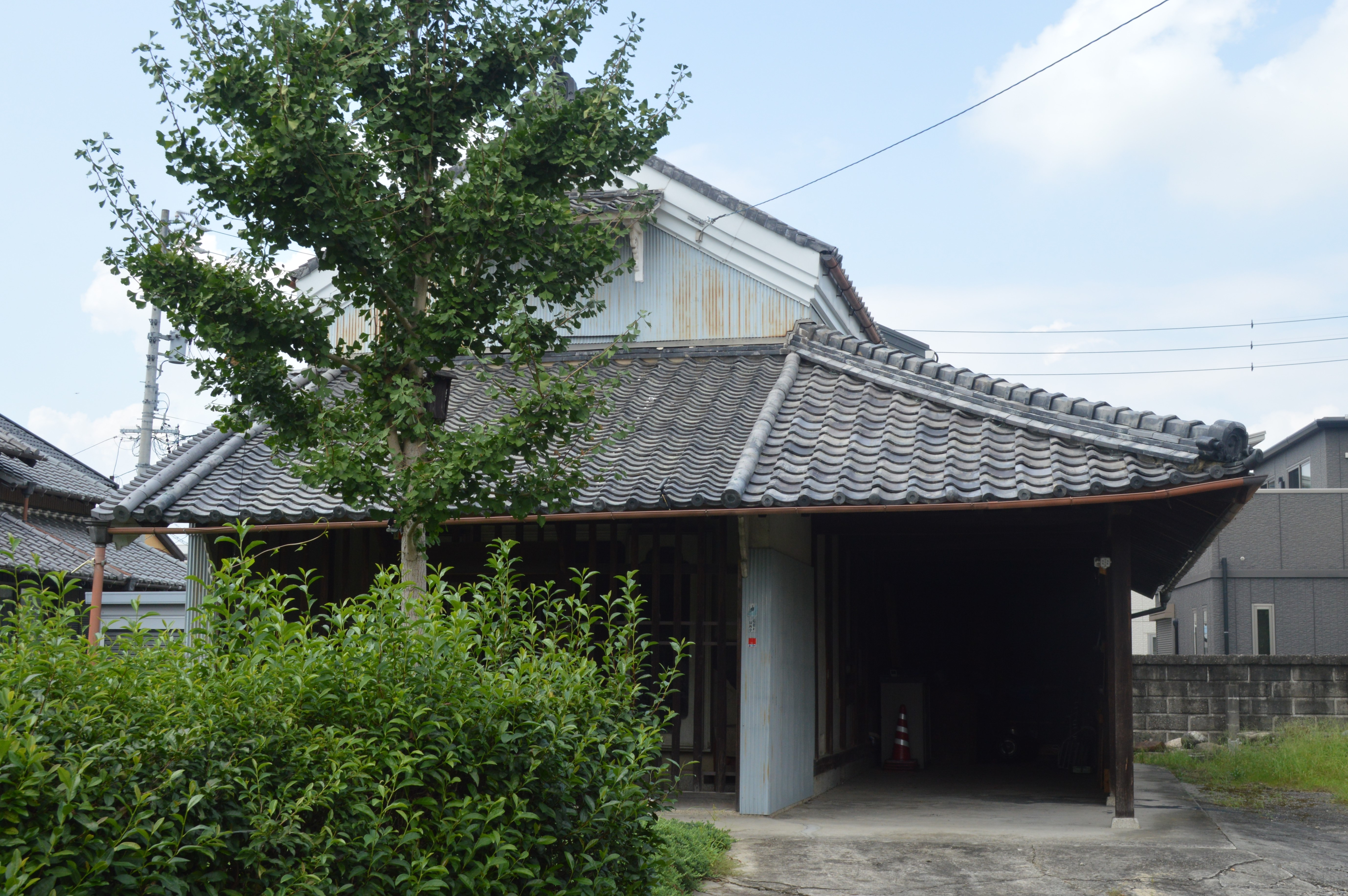
米蔵
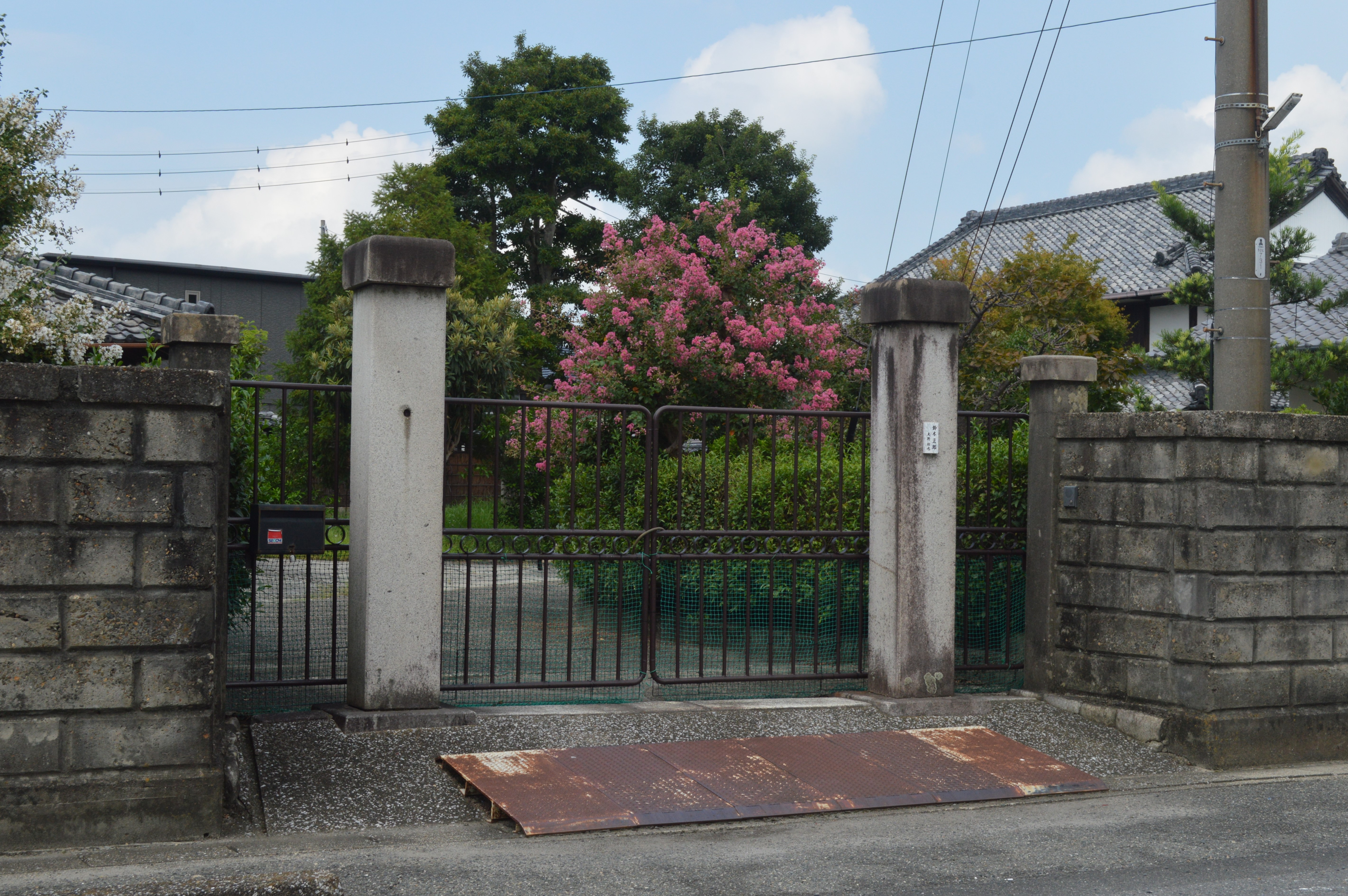
門及び外塀